# Line (canção)
Line é uma canção da banda Triana Park. Eles irão representar a Letónia no Festival Eurovisão da Canção 2017.